# Strada nazionale 168 (Argentina)
La strada nazionale 168 (Ruta Nacional 168 in spagnolo) è una strada statale argentina che unisce le città di Santa Fe, capoluogo della provincia omonima, e Paraná, capoluogo della provincia di Entre Ríos.

## Percorso
La strada inizia il suo percorso nel centro di Santa Fe e, dopo aver attraversato le isole di La Guardia, Cañas, El Timbó e Santa Cándida, passa sotto il letto del fiume Paraná mediante il tunnel Raúl Uranga-Carlos Sylvestre Begnis, costruito tra il febbraio 1962 ed il dicembre 1969 e lungo 2397 metri. Una volta raggiunta Paraná s'interseca con la strada nazionale 12 nella periferia est della città.